# Dwinskoje (Kaliningrad)
Dwinskoje (russisch Двинское, deutsch Warkallen, 1938 bis 1945 Roloffseck, litauisch Varkalai) ist ein Ort in der russischen Oblast Kaliningrad. Er gehört zur kommunalen Selbstverwaltungseinheit Stadtkreis Gussew im Rajon Gussew.

## Geographische Lage
Dwinskoje liegt neun Kilometer nördlich der Stadt Gussew (Gumbinnen) an einem Landweg, der Krasnogorskoje (Brakupönen/Roßfeld) mit Jasnoje Pole (Packallnischken/Bergendorf (Ostpr.)) an der Regionalstraße 27A-033 (ex A198) verbindet. Die nächste Bahnstation ist Gussew an der Bahnstrecke Kaliningrad–Tschernyschewskoje der einstigen Preußischen Ostbahn zur Weiterfahrt nach Moskau.

## Geschichte
Das vormalige Medien wurde bereits vor 1557 gegründet und bestand durch die Jahrhunderte als nur kleines Dorf. Im Jahre 1874 kam es zum neuerrichteten Amtsbezirk Niebudszen, der – 1936 in „Amtsbezirk Niebudschen“, 1938 in „Amtsbezirk Herzogskirch“ umbenannt – bis 1945 bestand und zum Kreis Gumbinnen im Regierungsbezirk Gumbinnen der preußischen Provinz Ostpreußen gehörte.
Am 3. Juni – amtlich bestätigt am 16. Juli – des Jahres 1938 wurde Warkallen aus ideologischen Gründen in „Roloffseck“ umbenannt.
In Kriegsfolge kam das Dorf 1945 mit dem gesamten nördlichen Ostpreußen zur Sowjetunion. Hier erhielt es 1950 die russische Bezeichnung „Dwinskoje“ und wurde gleichzeitig dem Dorfsowjet Krasnogorski selski Sowet im Rajon Gussew zugeordnet. Von 2008 bis 2013 gehörte Dwinskoje zur Landgemeinde Kubanowskoje selskoje posselenije und seither zum Stadtkreis Gussew.

### Einwohnerentwicklung
| Jahr | Einwohner |
| ---- | --------- |
| 1910 | 174       |
| 1933 | 151       |
| 1939 | 134       |
| 2002 | 32        |
| 2010 | 39        |

## Kirche
Mehrheitlich war die Bevölkerung Warkallens resp. Roloffsecks vor 1945 evangelischer Konfession. Das Dorf war in das Kirchspiel der Kirche Niebudszen (der Ort hieß ab 1936: Niebudschen, ab 1938: Herzogskirch, heute russisch: Krasnogorskoje) eingepfarrt, die zum Kirchenkreis Gumbinnen in der Kirchenprovinz Ostpreußen der Kirche der Altpreußischen Union gehörte. Heute liegt Dwinskoje im Einzugsbereich der neu entstandenen evangelisch-lutherischen Gemeinde der Salzburger Kirche in Gussew (Gumbinnen). Sie ist Pfarrzentrum für die östliche Region der Oblast Kaliningrad und gehört zur Propstei Kaliningrad (Königsberg) der Evangelisch-lutherischen Kirche Europäisches Russland.